# Mohand Oukaci Hamaï
 (janvier 2024).
Si vous disposez d'ouvrages ou d'articles de référence ou si vous connaissez des sites web de qualité traitant du thème abordé ici, merci de compléter l'article en donnant les références utiles à sa vérifiabilité et en les liant à la section « Notes et références ».
Hamaï Mohand Oukaci (en kabyle : Muḥend Ukaci Hamai), dit commandant Kaci, né en 1921 à Ilmaten, à Chemini en Algérie et mort à Alger en 2003, est un commandant politique de l'Armée de libération nationale dans la Wilaya III, membre du Conseil national de la Révolution algérienne et commandant en chef de la base de l'ALN à Tunis.

## Biographie

### Origines et formation
Hamaï Mohand Oukaci est issu d'une famille kabyle de la tribu des Aït Waghlis.
Il fréquente très tôt la Zawiyya Sidi Hadj Hassaine puis l'école publique Djemane à Chemini.

### Débuts dans la politique
Il migre en France à l'âge de 16 ans et adhère au PPA puis au MTLD (En tant que membre de l'OS)

### Retour en Algérie
Il retourne dans son village natal en 1949 et alimente le maquis en armes et en munitions. Il est également chargé des cellules de militants sur le territoire des Aït Waghlis, Aït Mansour, Aït Aidel et autres tribus de la région.

### FLN
En 1954, il rejoint le Front de libération nationale et y est nommé responsable politique et installe la première section Front de libération nationale à Bejaia en 1955 avec, à sa tête, Allaoua Iheddaden.
Il participa ensuite à l'organisation du congrès de la Soummam en août 1956 en collectant des fonds. Lors du congrès, il est commandant de la Wilaya III et va en Tunisie en 1957, où il devint commandant en chef de la base de Tunis.
Il fut affecté en Egypte en tant que représentant permanant du FLN mais fut forcé de retourner ) Tunis et participa également à une mission en Chine en 1959.

### Indépendance et fin de vie politique
Après la signature des accords d'Evian, le 18 mars 1962, il participa à la mise œuvre des dispositions et des résolutions des accords de cessez-le-feu puis rentre en Algérie en 1962.
Il se retire finalement de la vie politique pour se consacrer à sa vie de famille et décède en 2003, à l'âge de 82 ans.